# Fabien Delrue
Fabien Delrue, né le 22 juin 2000 à Sarcelles, est un joueur français de badminton.

## Carrière professionnelle
En 2018, Fabien Delrue est doublement titré lors des championnats d'Europe junior de badminton, en double hommes avec William Villeger et en double mixte avec Juliette Moinard.
Alors qu'il est sélectionné pour représenté la France aux Jeux olympiques d'été de 2024, il annonce en octobre 2022 mettre un terme aux compétitions de haut niveau en double

### Vie privée et famille
Il est le frère de Delphine Delrue, aînée de 17 mois de Fabien, également joueuse de badminton.

## Palmarès

### Double hommes
| Année | Partenaire       | Adversaires                         | Score        | Résultat  |
| ----- | ---------------- | ----------------------------------- | ------------ | --------- |
| 2018  | William Villeger | Christopher Grimley Matthew Grimley | 21–18, 21–15 | Vainqueur |

### Double mixte
| Année | Partenaire       | Adversaires                            | Score        | Résultat  |
| ----- | ---------------- | -------------------------------------- | ------------ | --------- |
| 2018  | Juliette Moinard | Wessel van der Aar Alyssa Tirtosentono | 21–16, 21–16 | Vainqueur |

### Double Hommes
| Année | Tournament                | Partenaire       | Adversaires                  | Score        | Résultat  |
| ----- | ------------------------- | ---------------- | ---------------------------- | ------------ | --------- |
| 2018  | Latvia International (en) | William Villeger | Emil Lauritzen Mads Muurholm | 21–12, 21–17 | Vainqueur |

### Double mixte
| Année | Tournament                | Partenaire       | Adversaires                            | Score               | Résultat  |
| ----- | ------------------------- | ---------------- | -------------------------------------- | ------------------- | --------- |
| 2017  | Latvia International (en) | Juliette Moinard | Filip Budzel Tereza Švábíková          | 21–12, 19–21, 21–11 | Vainqueur |
| 2019  | Hellas Open (en)          | Vimala Hériau    | Paweł Śmiłowski Magdalena Świerczyńska | 17–21, 21–19, 21–15 | Vainqueur |
| 2019  | Kharkiv International     | Vimala Hériau    | Paweł Śmiłowski Magdalena Świerczyńska | 20–22, 18–21        | Finaliste |

### Championnats du monde junior de badminton

#### En double hommes
| Année | Tournament                      | Partenaire       | Adversaires                    | Score               | Résultat  |
| ----- | ------------------------------- | ---------------- | ------------------------------ | ------------------- | --------- |
| 2015  | Portuguese Junior International | Maxime Briot     | Marc Laporte Léo Rossi         | 21–23, 15–21        | Finaliste |
| 2016  | Romanian Junior International   | Maxime Briot     | Eloi Adam Samy Corvée          | 21–23, 17–21        | Finaliste |
| 2017  | Spanish Junior International    | Maxime Briot     | David Orteu Julien Scheiwiller | 21–13, 21–17        | Vainqueur |
| 2017  | Italian Junior International    | Maxime Briot     | Fabio Caponio Giovanni Toti    | 21–12, 21–12        | Vainqueur |
| 2017  | 3 Borders Junior International  | Maxime Briot     | Eloi Adam Samy Corvée          | 21–19, 18–21, 13–21 | Finaliste |
| 2018  | Spanish Junior International    | William Villeger | Maxime Briot Kenji Lovang      | 21–14, 16–21, 24–22 | Vainqueur |
| 2018  | Danish Junior Cup               | William Villeger | Maxime Briot Kenji Lovang      | 15–21, 21–15, 21–23 | Finaliste |

#### En double mixte
| Année | Tournament                   | Partenaire       | Adversaires                    | Score               | Résultat  |
| ----- | ---------------------------- | ---------------- | ------------------------------ | ------------------- | --------- |
| 2017  | Spanish Junior International | Florine Dupont   | Maxime Briot Marion Le Turdu   | 21–23, 17–21        | Finaliste |
| 2017  | Italian Junior International | Juliette Moinard | Maxime Briot Marion Le Turdu   | 16–21, 21–23        | Finaliste |
| 2018  | Spanish Junior International | Juliette Moinard | Fabricio Farias Jaqueline Lima | 21–16, 21–15        | Vainqueur |
| 2018  | Danish Junior Cup            | Juliette Moinard | Jonas Jæger Amalie Magelund    | 22–20, 17–21, 18–21 | Finaliste |